# Обілень
Обілень (рум. Obileni) — село у Гинчештському районі Молдови. Утворює окрему комуну.

## Населення
За даними перепису населення 2004 року у селі проживали 1439 осіб.
Національний склад населення села:
| Національність       | Кількість осіб | Відсоток |
| -------------------- | -------------- | -------- |
| молдавани            | 1428           | 99,2%    |
| українці             | 5              | 0,3%     |
| росіяни              | 2              | 0,1%     |
| гагаузи              | 1              | 0,1%     |
| інша / без відповіді | 3              | 0,2%     |
| Всього               | 1439           | 100%     |